# Johannes Coleman
Johannes Coleman (Johannes Lodewyk Meyer „Johnny“ Coleman; * 5. Juni 1910 in Oudtshoorn; † 13. Januar 1997 in Johannesburg) war ein südafrikanischer Marathonläufer.
1935 wurde er Dritter beim Comrades Marathon über 87 km und siegte beim Durban Athletic Club Marathon, den er auch in den folgenden vier Jahren gewann, in 2:38:32 h. Im Jahr darauf wurde er mit dem nationalen Rekord von 2:31:58 h Südafrikanischer Marathonmeister und Sechster bei den Olympischen Spielen 1936 in Berlin in 2:36:17 h.
1937 wurde er Südafrikanischer Vizemeister und stellte beim Comrades Marathon mit 6:23:11 h einen Streckenrekord auf, und 1938 siegte er bei den British Empire Games in Sydney mit seiner persönlichen Bestzeit von 2:30:50 h. 1939 wurde er Dritter bei den Südafrikanischen Meisterschaften und verbesserte beim Comrades Marathon seinen Streckenrekord auf 6:22:05 h, und 1940 wurde er zum zweiten Mal Südafrikanischer Meister in 2:37:30 h.
1947 gewann er den Jackie Gibson Marathon. Im folgenden Jahr holte er mit 2:32:30 h seinen dritten nationalen Meistertitel und wurde bei den Olympischen Spielen 1948 in London Vierter in 2:36:06 h. Zum Abschluss seiner Karriere wurde er 1949 Südafrikanischer Vizemeister.